# Балатр
Балатр (фр. Balâtre) насеље је и општина у североисточној Француској у региону Пикардија, у департману Сома која припада префектури Мондидје.
По подацима из 2011. године у општини је живело 84 становника, а густина насељености је износила 25,45 становника/km². Општина се простире на површини од 3,3 km². Налази се на средњој надморској висини од 82 метара (максималној 94 m, а минималној 82 m).

## Демографија
| 1962. | 1968. | 1975. | 1982. | 1990. | 1999. | 2011. |
| ----- | ----- | ----- | ----- | ----- | ----- | ----- |
| 82    | 86    | 88    | 72    | 69    | 54    | 84    |

График промене броја становника у току последњих година